# Давыдов, Евграф Владимирович
Евгра́ф Влади́мирович Давы́дов (1775, Тульская губерния — 20 декабря 1823, село Тютьково, Венёвский уезд, Тульская губерния) — русский генерал-майор из рода Давыдовых, шеф Лубенского гусарского полка, участник наполеоновских войн.

## Биография
Родился в 1775 году в Тульской губернии в семье Владимира Семёновича Давыдова. 29 августа 1791 года вступил на службу вахмистром в лейб-гвардии Конный полк, 10 января 1798 года переведён корнетом в лейб-гвардии Гусарский полк. 31 марта 1803 года — полковник, принимал участие в кампании 1805 года, командовал эскадроном лейб-гвардии Гусарского полка, отличился в битве при Аустерлице, где «хладнокровием своим доказал отличное мужество».
Участвовал в кампании 1807 года, в 1812 году командовал лейб-гвардии Гусарским полком, 14 июля тяжело ранен картечью в левую руку при Островно. Вернулся в строй весной 1813 года, сражался при Люцене, за отличие в сражении при Кульме произведён 24 августа 1813 года в генерал-майоры и назначен шефом Лубенского гусарского полка.
В битве под Лейпцигом Е. В. Давыдов был ранен осколком гранаты в правую ногу и контужен ядром в голову, но остался в строю (в тот же день ему ядром оторвало кисть правой руки и левую ногу по колено). С 8 января 1814 года состоял на службе по кавалерии, император Александр I пожаловал ему пенсион в 6000 рублей в год.
Умер 6 (18) сентября 1823 года в селе Тютьково Венёвского уезда Тульской губернии.

## Награды
- Орден Святого Владимира 4-й степени с бантом (24.02.1806)
- Орден Святой Анны 2-й степени (19.12.1812)
- Орден Святого Владимира 3-й степени (28.01.1813)
- Золотая шпага с надписью «За храбрость», украшенная алмазами (29.10.1813)
- Орден Святого Георгия 3-й степени (10.02.1814)

Иностранные:
- Прусский орден Красного орла 2-го класса (1813)
- Австрийский орден Леопольда, командорский крест (1813)

## Портрет
Известен по изображению в форме лейб-гвардии Гусарского полка на портрете работы Кипренского. Долгое время считалось, что на портрете изображён дальний родственник Е. В. Давыдова Денис Давыдов, знаменитый партизан, участник Отечественной войны 1812 года. Ошибка произошла из-за неправильной расшифровки подписи Кипренского к портрету (в «Реестре» картин, составленном самим Кипренским в 1831 году, это произведение обозначено как «Портрет Ев. В. Давыдова в лейб-гусарском мундире, почти в целой рост картина писана в 1809 году, в Москве»).

### Память
- В 1982 году Почта СССР издала марку работы Кипренского «Портрет Е. В. Давыдова», 1809 г.
- В 1998 году Банк России выпустил серию серебряных монет посвященную 100-летию Русскому музею.

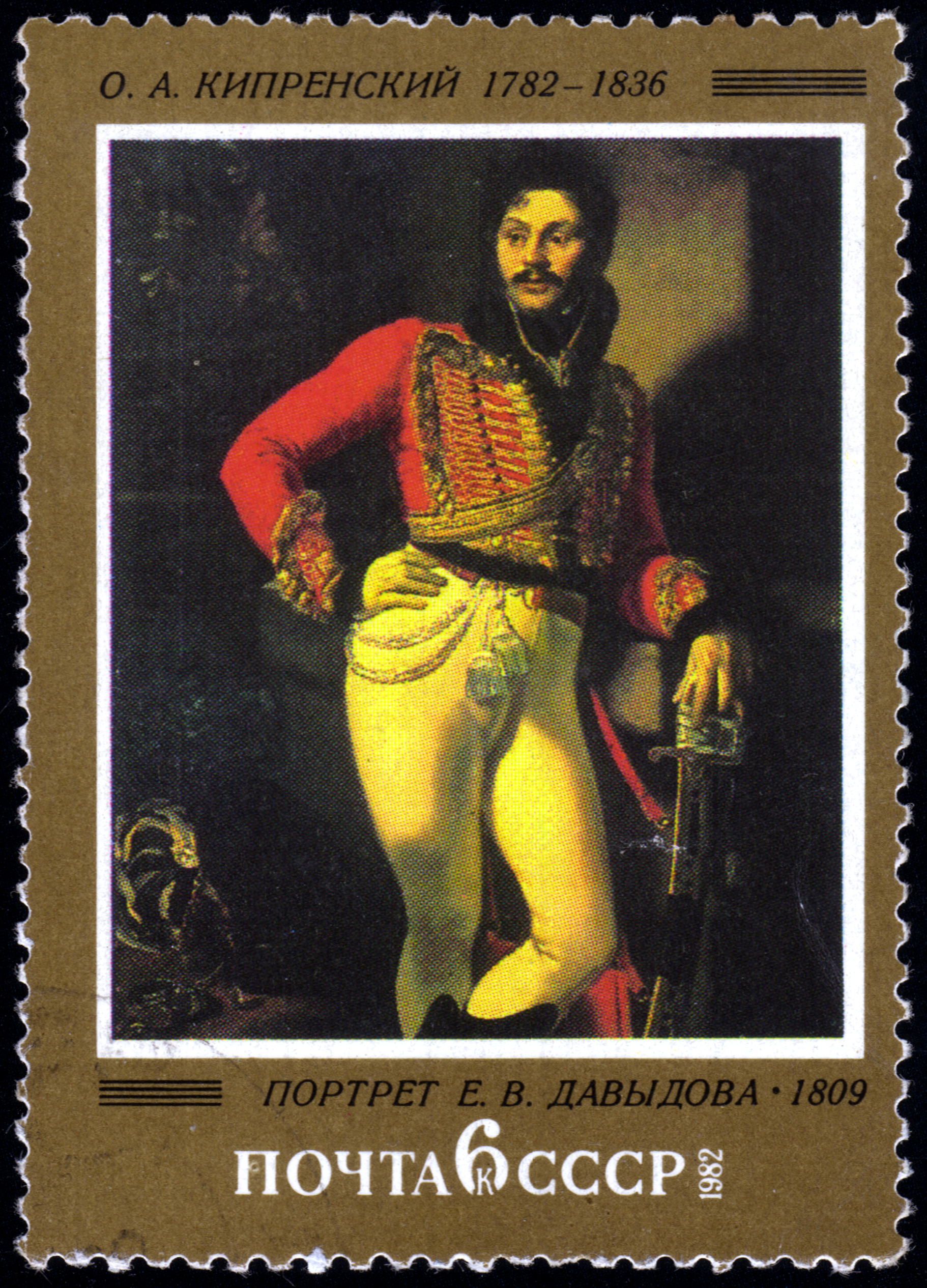
Марка СССР, 1982 г.
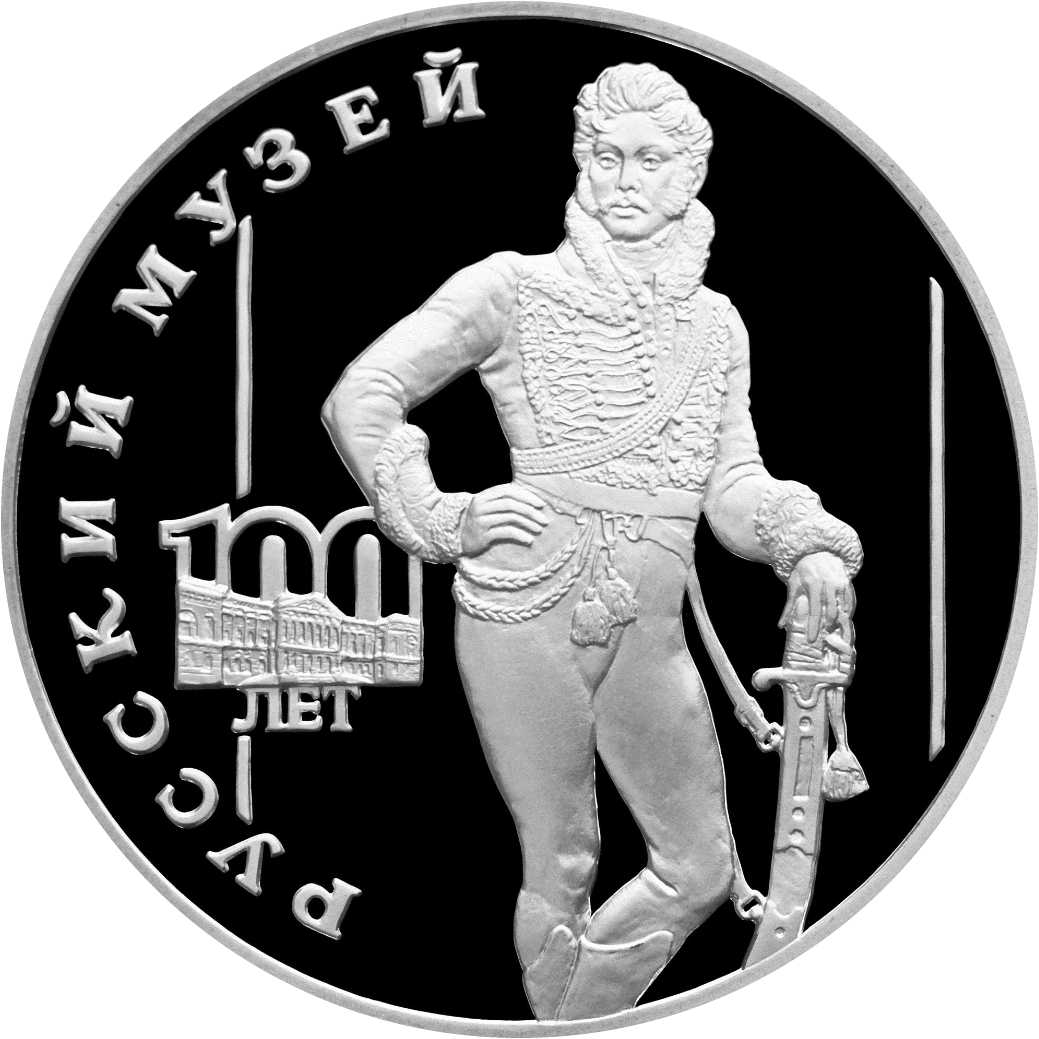
Монета 1998 года.